# 南九州ダービー
南九州ダービー（みなみきゅうしゅうダービー）とは、日本のサッカークラブ、鹿児島ユナイテッドFCとテゲバジャーロ宮崎が対戦する試合の呼称である。
本項では前身時代の対戦結果は扱わず、Jリーグでの対戦結果のみを扱う。

## 概要
2021年にテゲバジャーロ宮崎がJ3に昇格した事から始まった。互いに試合観戦のバスツアーを行うなど大きな盛り上がりを見せている。
また両者とも地元焼酎メーカーをスポンサーに抱えてることもあり、焼酎ダービー・焼酎クラシコとも呼ばれる。このダービーではそれぞれのホームゲームにおいて焼酎メーカーがマッチデースポンサーを務める。
鹿児島県と宮崎県は明治時代の極わずかな期間、鹿児島県として統治されていた過去があるが、江戸時代は治めていた領主が異なる(薩摩・大隅国は島津氏、日向国は諸大名により細かく分割されていた)。また戦国時代には薩摩・大隅国の島津氏と日向国の伊東氏が長年にわたりしのぎを削っていた。その為、今日に続くまで互いにライバル意識を持っている。

## ホームスタジアム
| チーム名             | スタジアム名 （命名権名称）                 | 収容人員 | 画像                     | 備考                                                                 |
| -------------------- | ------------------------------------------- | -------- | ------------------------ | -------------------------------------------------------------------- |
| 鹿児島ユナイテッドFC | 鹿児島県立鴨池陸上競技場 （白波スタジアム） | 19,934人 | 白波スタ                 |                                                                      |
| テゲバジャーロ宮崎   | ユニリーバスタジアム新富                    | 5354人   | ユニリーバスタジアム新富 | （2021年3月完成。JFL時は主に宮崎市生目の杜運動公園陸上競技場を使用） |

## 戦績
- リーグ戦

■テゲバジャーロ宮崎：3勝3分1敗
■鹿児島ユナイテッドFC：1勝3分3敗
| 年                                                 | 月日     | 時期     | 時期   | 会場     | ホーム | 得点  | アウェイ | 観客数 |
| -------------------------------------------------- | -------- | -------- | ------ | -------- | ------ | ----- | -------- | ------ |
| - 2020年は、宮崎がJリーグ未参入のため開催なし。    |          |          |        |          |        |       |          |        |
| 2021年                                             | 4月25日  | J3       | 第6節  | 白スタ   | 鹿児島 | 1 - 0 | 宮崎     | 4,351  |
| 2021年                                             | 10月17日 | J3       | 第23節 | ユニスタ | 宮崎   | 3 - 2 | 鹿児島   | 1,547  |
| 2022年                                             | 4月3日   | J3       | 第4節  | ユニスタ | 宮崎   | 1 - 1 | 鹿児島   | 2,700  |
| 2022年                                             | 10月16日 | J3       | 第29節 | 白スタ   | 鹿児島 | 1 - 2 | 宮崎     | 5,371  |
| 2023年                                             | 4月16日  | J3       | 第7節  | 白スタ   | 鹿児島 | 3 - 3 | 宮崎     | 6,232  |
| 2023年                                             | 8月5日   | J3       | 第21節 | ユニスタ | 宮崎   | 3 - 2 | 鹿児島   | 2,442  |
| 2024年は、鹿児島がJ2、宮座がJ3所属のため開催なし。 |          |          |        |          |        |       |          |        |
| 2025年                                             | 3月30日  | J3リーグ | 第7節  | いちご   | 宮崎   | 1 - 1 | 鹿児島   | 3,769  |
| 9月20日                                            | 第28節   | 白スタ   | 鹿児島 |          | 宮崎   |       |          |        |